# Joachim Johansson
Joachim Christopher Johansson (Lund, 1 juli 1982) is een voormalig Zweeds tennisspeler, die in 2000 toetrad tot de rijen der professionals.
Joachim is de zoon van Leif Johansson, voormalig Davis Cup-captain van Zweden, maar geen familie van collega-professional en landgenoot Thomas Johansson.
Johansson belangrijkste wapens zijn zijn service en zijn forehand. Pim Pim, zoals zijn bijnaam luidt, is een voormalig nummer twee in het enkelspel bij de junioren.
In februari 2004 won Johansson zijn eerste ATP-titel door het toernooi van Memphis op zijn naam te schrijven. Daarnaast bereikte hij ook de halve finale op de US Open, het vierde grandslamtoernooi van het seizoen. Hij verloor daarin van Lleyton Hewitt in drie sets: 6-4, 7-5 en 6-3. Sinds 2005 is zijn vriendin Jenny Kallur. In 2005 zegevierde hij ook in Adelaide en Marseille.
Op 1 februari 2008 stopte Johansson met professioneel tennis als gevolg van een schouderblessure. Hij reist nu als caddie mee met zijn Zweedse vriendin Johanna Westerberg, golfprofessional op de Ladies European Tour, en hun zoontje Leo, die begin 2010 geboren werd.

## Palmares
| Legenda                       | Legenda               |
| ----------------------------- | --------------------- |
| Grand Slam                    |                       |
| Olympische Spelen             |                       |
| tot 2009                      | vanaf 2009            |
| Tennis Masters Cup            | ATP Finals            |
| ATP Masters Series            | ATP Tour Masters 1000 |
| ATP International Series Gold | ATP Tour 500          |
| ATP International Series      | ATP Tour 250          |

### Enkelspel
| Nr.              | Datum            | Toernooi      | Ondergrond    | Tegenstander in finale | Score    | Details |
| ---------------- | ---------------- | ------------- | ------------- | ---------------------- | -------- | ------- |
| Gewonnen finales |                  |               |               |                        |          |         |
| 1.               | 16 februari 2004 | ATP Memphis   | Hardcourt (i) | Nicolas Kiefer         | 7-6, 6-3 | Details |
| 2.               | 1 september 2005 | ATP Adelaide  | Hardcourt     | Taylor Dent            | 7-5, 6-3 | Details |
| 3.               | 13 februari 2005 | ATP Marseille | Hardcourt (i) | Ivan Ljubičić          | 7-5, 6-4 | Details |

## Prestatietabel
| Legenda | Legenda                          |
| ------- | -------------------------------- |
| g.t.    | geen toernooi gehouden           |
| l.c.    | lagere categorie                 |
| –       | niet deelgenomen                 |
| G       | uitgeschakeld in de groepsfase   |
| 1R      | uitgeschakeld in de eerste ronde |
| 2R      | uitgeschakeld in de tweede ronde |
| 3R      | uitgeschakeld in de derde ronde  |
| 4R      | uitgeschakeld in de vierde ronde |
| KF      | uitgeschakeld in de kwartfinale  |
| HF      | uitgeschakeld in de halve finale |
| F       | de finale verloren               |
| W       | het toernooi gewonnen            |
| w-v     | winst/verlies-balans             |

### Prestatietabel grand slam, enkelspel
| Toernooi        | 2003 | 2004 | 2005 | 2007 |
| --------------- | ---- | ---- | ---- | ---- |
| Australian Open | 1R   | 3R   | 4R   | 1R   |
| Roland Garros   | –    | 1R   | –    | –    |
| Wimbledon       | –    | 4R   | 3R   | –    |
| US Open         | 1R   | HF   | –    | –    |

### Prestatietabel grand slam, dubbelspel
In het dubbelspel speelde Johansson nooit in een grandslamtoernooi.